# La Rivière du hibou
La Rivière du hibou (em inglês:  An Occurrence at Owl Creek Bridge) é um filme de drama em curta-metragem francês de 1962 dirigido e escrito por Robert Enrico, baseado no conto An Occurrence at Owl Creek Bridge (1890), de Ambrose Bierce. Venceu o Oscar de melhor curta-metragem em live action na edição de 1964 e, no mesmo ano da condecoração, foi adaptado para um episódio da série The Twilight Zone.

## Elenco
- Roger Jacquet - Peyton Farquhar
- Anne Cornaly - Senhora Farquhar
- Anker Larsen
- Stéphane Fey
- Jean-François Zeller
- Pierre Danny